# Liopholis
Liopholis — рід сцинкоподібних ящірок родини сцинкових (Scincidae). Представники цього роду є ендеміками Австралії.

## Види
Рід Liopholis нараховує 12 видів:
- Liopholis guthega (Donnellan, Hutchinson, Dempsey & Osborne, 2002)
- Liopholis inornata (Rosén, 1905)
- Liopholis kintorei (Stirling & Zietz, 1893)
- Liopholis margaretae (Storr, 1968)
- Liopholis modesta (Storr, 1968)
- Liopholis montana Donnellan, Hutchinson, Dempsey & Osborne, 2002
- Liopholis multiscutata (Mitchell & Behrndt, 1949)
- Liopholis personata (Storr, 1968)
- Liopholis pulchra (F. Werner, 1910)
- Liopholis slateri (Storr, 1968)
- Liopholis striata (Sternfeld, 1919)
- Liopholis whitii (Lacépède, 1804)

## Етимологія
Наукова назва роду Liopholis походить від сполучення слів дав.-гр. λειος — гладкий і φολις — рогова луска.